# Onur Türk
Onur Türk (* 25. Oktober 1988 in İzmit) ist ein türkischer Fußballspieler.

## Karriere
Türk begann mit dem Vereinsfußball in der Jugend Amateurvereins Yavuzspor und spielte anschließend bei diversen Amateurvereinen. 
Im Sommer 2010 wechselte er als Profispieler zum Drittligisten Kocaelispor und konnte hier auf Anhieb in der Stammformation spielen. Nachdem sein Verein zum Saisonende den Klassenerhalt verpasst hatte, wechselte Türk zur neuen Saison zum Zweitligisten Boluspor. Hier kam er in der Hinrunde zu regelmäßigen Einsätzen, wurde aber durch einen Trainerwechsel zur Rückrunde an den Drittligisten Körfez FK ausgeliehen.
Bei Körfez FK spielte er bis zum Saisonende und wechselte anschließend zum Zweitligisten Bucaspor. Kurz vor Ende der Sommertransferperiode 2012 verließ er Bucaspor und ging zum Stadt- und Ligakonkurrenten Karşıyaka SK. Nach einem Jahr verließ er Karşıyaka und ging zum Ligarivalen Boluspor. Bereits zur nächsten Winterpause wechselte Türk innerhalb der 1. Lig zu Kahramanmaraşspor.